# Cricetomyinae
Sous-famille
Cricetomyinae est un sous-famille de rongeurs de la famille des Nesomyidae.

## Liste des genres
Selon ITIS (31 mai 2016) et Mammal Species of the World (version 3, 2005)  (31 mai 2016) :
- genre Beamys Thomas, 1909
- genre Cricetomys Waterhouse, 1840 - dont le cricétome de forêt et cricétome des savanes
- genre Saccostomus Peters, 1846